# 665
Évszázadok: 6. század – 7. század – 8. század
Évtizedek: 610-es évek – 620-as évek – 630-as évek – 640-es évek – 650-es évek – 660-as évek – 670-es évek – 680-as évek – 690-es évek – 700-as évek – 720-as évek
Évek: 660 – 661 – 662 – 663 –  664 – 665 – 666 – 667 – 668 – 669 – 670

## Események

### Európa
- Meghal Kubrat, az onogur-bolgár birodalom alapítója és királya. A legenda szerint népeit szétosztotta öt fia között. A legidősebb, Batbaján megkapta a fővárost és az addigi dél-ukrajnai országot. A második, Kotrag északra vonult és megalapította a Volgai Bolgárországot. A harmadik, Aszparuh, délnyugaton telepedett le és megalapította a Dunai Bolgár Birodalmat. A két legfiatalabb fiú, Alcek és Kuber nyugatra költözik és az avar kagán vazallusaivá válnak.

### Omajjád Kalifátus
- Egyiptomból nagy (állítólag 40 ezres sereg indul el, betörnek a Bizánci Birodalomhoz tartozó Kürenaikába és elfoglalják Barké városát.
- Szíriából Homsz kormányzója, Abd al-Rahmán ibn Hálíd betör Kis-Ázsiába és kifosztja Koloneia városát.

### Kína
- Vu császárné gyakorlatilag átveszi az ország kormányzását a beteg Kao-cung császártól. A kormányüléseken egy paravánnal eltakarva a császár mögött ül, ő hoz meg minden döntést és példátlan módon eddig csak császároknak fenntartott sárga ruhát hord.

## Születések
- Ótomo no Tabito, japán költő

## Halálozások
- Kubrat, bolgár-onogur király
- Bragai Fructuosus, vizigót érsek
- Hafsza bint Umar, Mohamed felesége

## Fordítás
- Ez a szócikk részben vagy egészben  a(z)   665 című angol Wikipédia-szócikk ezen változatának fordításán alapul.  Az eredeti cikk szerkesztőit annak laptörténete sorolja fel. Ez a jelzés csupán a megfogalmazás eredetét és a szerzői jogokat jelzi, nem szolgál a cikkben szereplő információk forrásmegjelöléseként.